# NGC 3256C
NGC 3256C is een balkspiraalstelsel in het sterrenbeeld Zeilen. Het hemelobject ligt in de buurt van NGC 3256, NGC 3256A en NGC 3256B.

## Synoniemen
- ESO 263-41
- MCG -7-22-16
- FAIR 431
- AM 1026-433
- IRAS10269-4335
- PGC 30873